# Yeji (Ghana)
Yeji est une ville située dans le nord-est de la région de Brong-Ahafo au Ghana en Afrique. Elle est la capitale du District de Pruet et est adjacente au Lac Volta. Yeji est reliée par autoroute à Ejura et Kwadjokrom. Elle avait une population de 29 515 habitants lors du recensement de 2010.